# Townsendia aprica
Espèce
Townsendia aprica est une espèce de plante à fleurs  de la famille des Asteraceae originaire d'Amérique du Nord.

## Description
Townsendia aprica est une plante herbacée vivace formant une touffe d'à peine quelques centimètres de large et un ou deux centimètres de haut. Les feuilles en forme de spatule à poil rugueux mesurent généralement moins d'un centimètre de long mais peuvent être légèrement plus longues. Les pseudanthiums se trouvent directement sur le dessus de la touffe plutôt que dressés sur des tiges. Chaque pseudanthium contient jusqu'à 21 capitules d'environ un demi-centimètre de long. Ils sont de couleur jaune orangé, crème vieillissante ou blancs. La fleur tire son nom d'espèce de la teinte abricot de ses capitules. Il y a de nombreux capitules au centre.
Le fruit est un akène avec un pappus écailleux ; les pseudanthiums et les capitules produisent des fruits d'aspect différent. Les fleurs sont pollinisées par plusieurs espèces d'abeilles, comme Ceratina nanula (en), Synhalonia fulvitarsis, Dioxys pomonae, Stelis pavonina et de nombreuses espèces d’Osmia.

## Répartition
Townsendia aprica est endémique de l'Utah aux États-Unis, où il est connu dans trois comtés. La plante est découverte en 1966 près de Last Chance Creek au sud de Fremont Junction dans l'Utah. On a recensé 15 occurrences connues dans les comtés de Sevier, Wayne et Emery pour un total d'environ 6 000 plantes. Certaines occurrences se trouvent dans le San Rafael Swell (en) et il y en a une dans le parc national de Capitol Reef. 

## Écologie
Les plantes se trouvent dans des ouvertures à végétation clairsemée dans l'habitat boisé de pins et de genévriers. Elles sont généralement limitées à des poches de shale entourées de types de sols moins hospitaliers. Le shale est dérivé de la formation de Mancos et est limoneux et alcalin.
Les plantes communes associées sont Bouteloua gracilis, Artemisia nova (en), Atriplex confertifolia, Gutierrezia sarothrae. D'autres plantes rares dans la région sont Pediocactus despainii (en), Sclerocactus wrightiae, Schoenocrambe barnebyi (en).

## Menaces
Les menaces pesant sur cette espèce comprennent la construction de routes, le pâturage et le piétinement du bétail, l'utilisation de véhicules tout-terrain et l'exploration et le développement pétroliers. L'extraction du charbon était une menace particulièrement grave lorsque la plante fut ajoutée à la liste des espèces en voie de disparition. La plupart des populations de la plante sont sur des terres lacées avec des veines de charbon.